# 桑福德·多爾
桑福德·巴拉德·多爾（英語：Sanford Ballard Dole，1844年4月23日—1926年6月9日），夏威夷王国时期、摄政时期、共和国时期及准州时期的政治家与法学家。
他推翻夏威夷王國，並自任總統。

## 早期生涯
多爾出生于火奴鲁鲁的一个来自美国新英格兰地区的白人新教传教士家庭。他的堂弟詹姆斯·多爾晚些年跟他来到夏威夷，后来成为凤梨大王，成立了著名的都乐公司。多爾属于夏威夷群岛上富裕杰出的移民群体中的一员，在当地政治环境中举足轻重。作为一名成功的律师和歐美菁英，多爾极力主张夏威夷社会与文化的西方化。在接受临时政府总统官职之前，多爾是夏威夷王国最高法院的三名法官之一。

## 刺刀宪法
多爾在1887年參與了由本地移民商人及甘蔗農主欲強迫通過由內務大臣瑟斯頓（Lorrin A. Thurston）擬定的1887年夏威夷王國宪法，又稱為刺刀宪法。該宪法利用收入和財產限制，毫無保留地削除所有亞洲人的投票權和剝奪大部份土生夏威夷人的公民權，並有效地增加歐洲人臣民的權力，它也削弱王室的權力，加強樞密院的管治影響力。卡拉卡瓦國王後來任命多爾為夏威夷王國最高法院的法官。 

## 君主制的终结

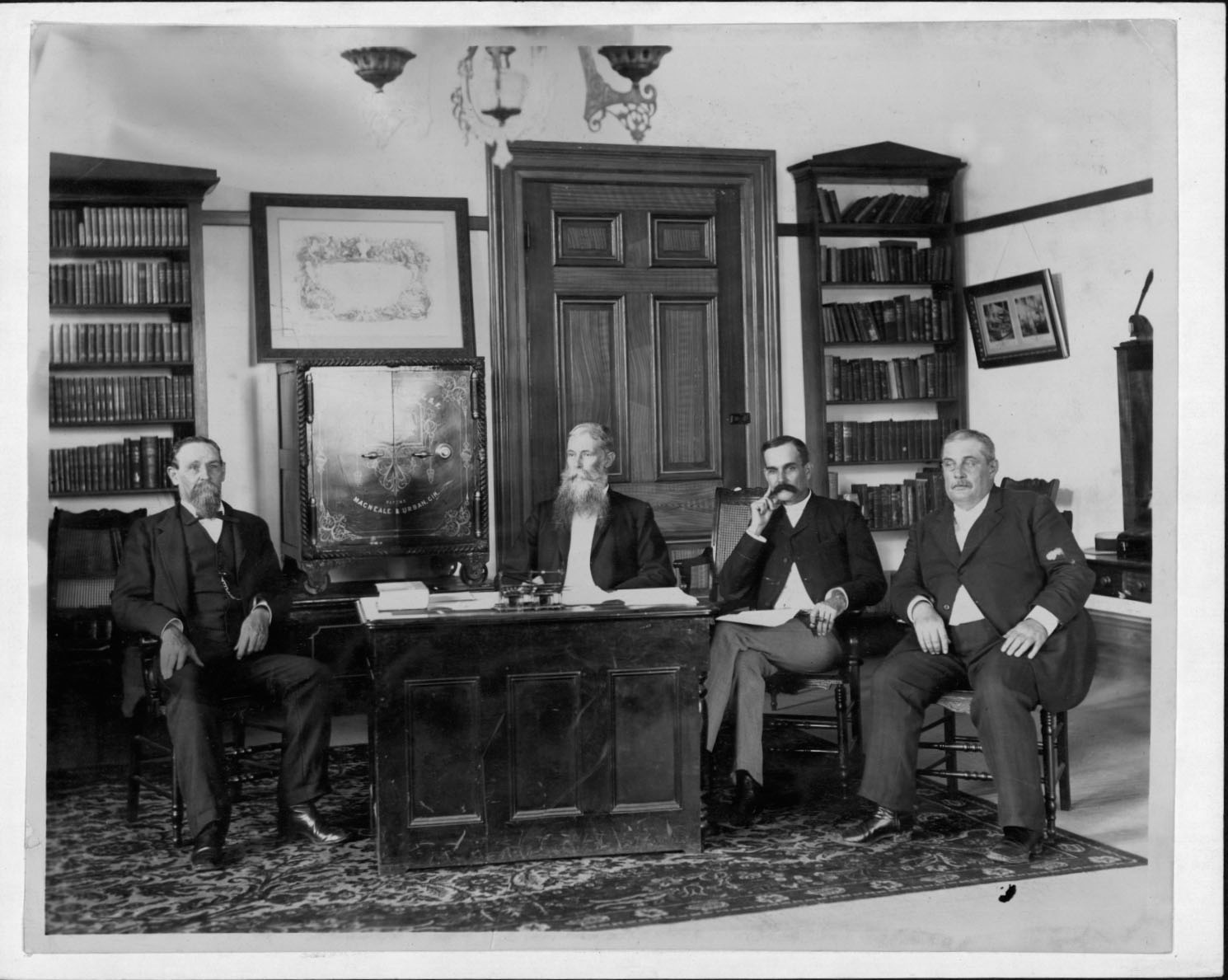
臨時政府閣員，從左到右依次是詹姆斯·A·金、多爾、威廉·歐文·史密斯和彼得·C·瓊斯

君主立憲體制在1893年1月結束，而與夏威夷王國有外交關係的國家亦在王國倒台48小時內相繼承認臨時政府為合法政府。女王在隨後數年的武裝起義失敗後，亦在1896年正式宣布退位。
1893年7月17日發表的布朗特報告宣稱安全委員會與美国公使约翰·L·史蒂文斯圖謀讓美国海军陆战队登陸，以強迫削除利留卡拉尼女王的勢力，從而宣布成立有安全委員會成員參與的夏威夷臨時政府。經美國總統格罗弗·克利夫兰在1894年2月26日授權的摩根報告進一步調查並認為反謀事件是源自當地王室由來以久的貪污惡習，而美軍只是盡責地保護當地美國人民和有關產業，對夏威夷王國的崩潰並無責任。
隨著格罗弗·克利夫兰當選為美國總統，臨時政府併入美國的希望曾一度陷於膠著，在布隆特報告發表後，克利夫兰原想直接幫助復辟君主制政體。阿拔威利斯在1893年11月16日向女王表達了克利夫兰以特赦革命份子交換重建王國的建議，女王最初拒絕，並堅持處決滋事份子；她其後在1893年12月18日改變處罰多爾和瑟斯頓的主意，但是當時克利夫兰已把事情交給授權摩根報告的國會審議。在不知情的情況下，威利斯於1893年12月23日向臨時政府表達了克利夫兰欲將女王復位的要求，但被臨時政府拒絕。臨時政府在翌年舉行立憲會議並在1894年7月4日成立了夏威夷共和國。

## 共和国总统
瑟斯頓任期结束以后多爾被推举担任政府的领导工作；在1894年到1900年间，多爾被视为第一也是唯一的总统。多爾轮流任命瑟斯頓领导对华盛顿的议员的游说工作及促成吞併夏威夷的任務。

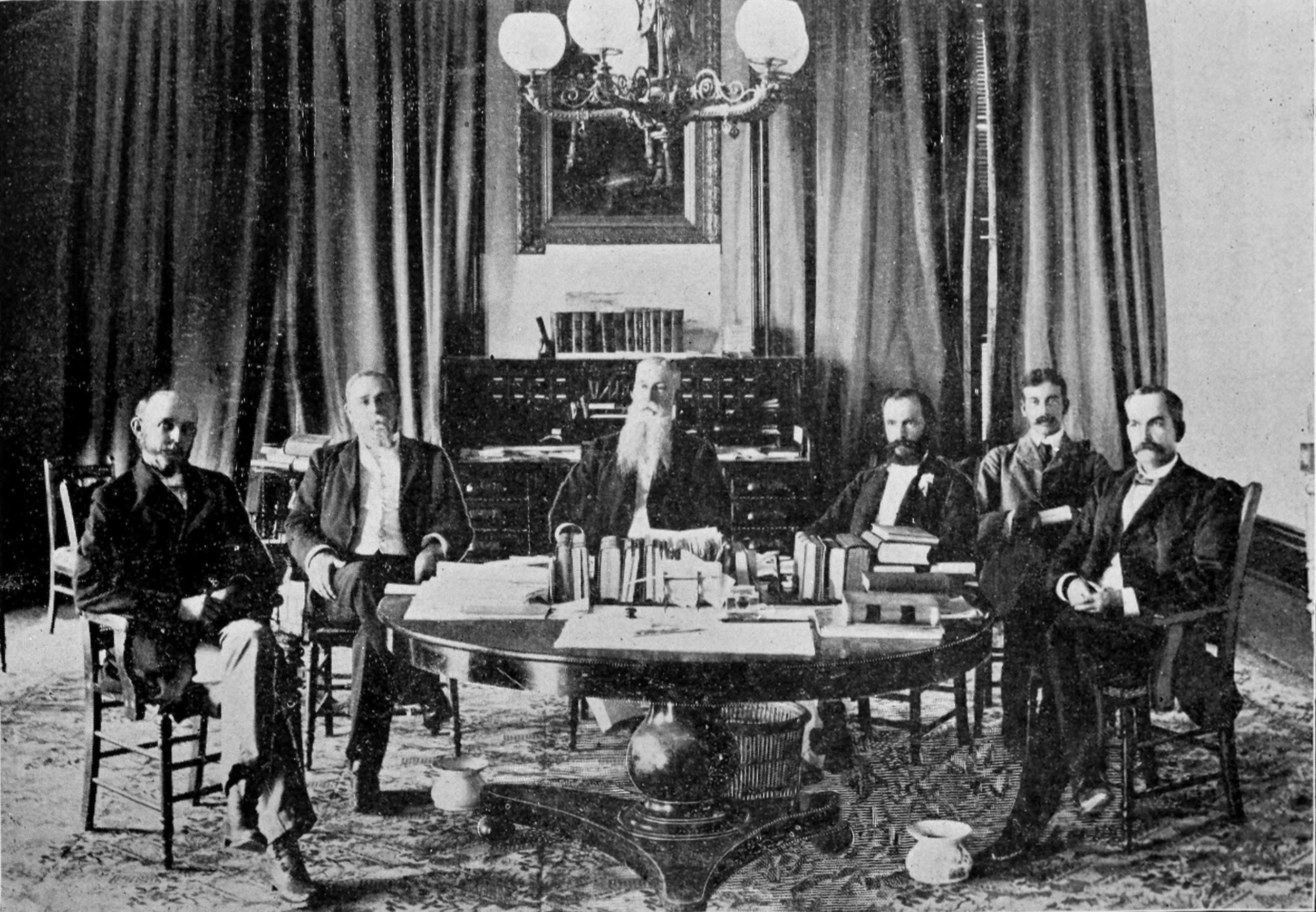
多尔和共和国内阁成员

多爾政府曾經歷數次回復君主制的挑戰，包括试图镇压罗伯特·威廉·威尔考克斯参与的叛乱，多爾隨後減免威尔考克斯與其他同謀者的刑期或免除死刑。從承認夏威夷王國的各國，皆承認新的夏威夷共和國一事中可見，多爾確是一位成功的外交家。

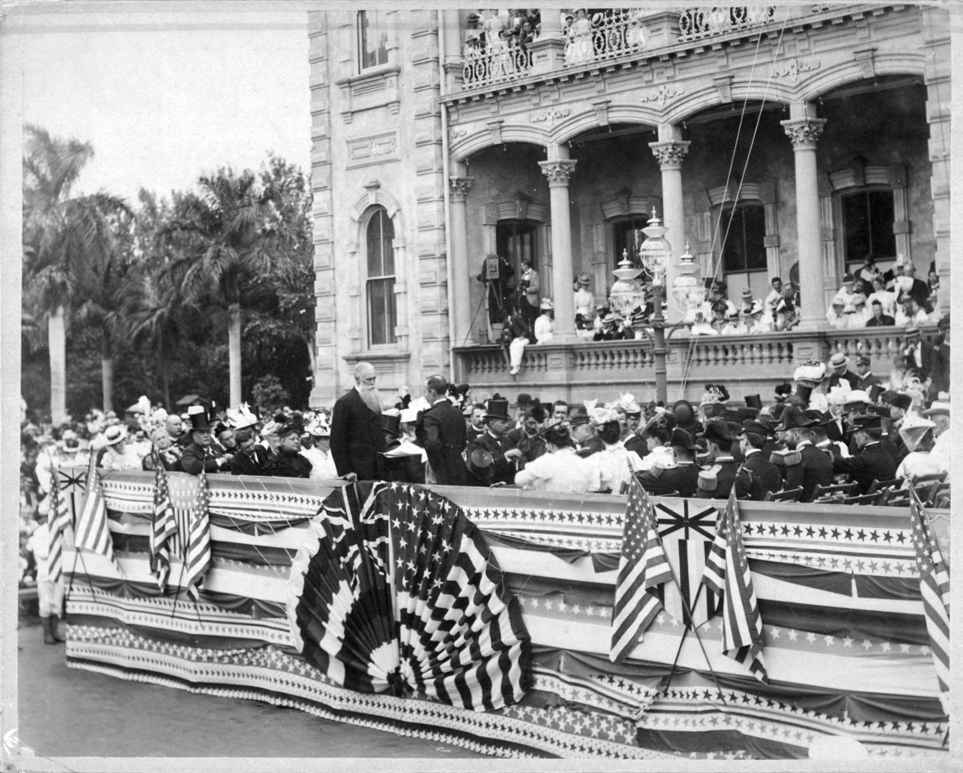
珊佛·多爾（圖左）宣誓就任夏威夷領地的總督，而1900年頒布的夏威夷組織法成立了由州長統領的永久地方政府。

## 州長及法官
在吞併夏威夷後，美国总统威廉·麦金莱指定多爾出任首位夏威夷準州統治者。多爾在1900年接任但在1903年請辭並出任美國地方法院法官，他就任此職位至1915年，在1926年死於一連串的病情發作。他的骨灰被埋葬在夏威夷卡瓦伊阿好教堂的公墓中。為了紀念多爾，位于夏威夷歐胡島的Kalihi Valley在1956年建立了多爾中學。